# Kedungwaru (Prembun)
Kedungwaru is een bestuurslaag in het regentschap Kebumen van de provincie Midden-Java, Indonesië. Kedungwaru telt 1093 inwoners (volkstelling 2010).